# لثه
لَثّه یا گوشت دندان (به انگلیسی: Gums) شامل بافتی است که در غشاء مخاطی و بالای آرواره درون دهان قرار گرفته است.
لثه بافت نرم، صورتی، محکم و انعطاف‌پذیری است که دور دندان‌ها را احاطه کرده و از آن‌ها محافظت می‌کند. این بافت به دندان‌ها در استخوان فک کمک می‌کند و لثه سالم، صورتی‌رنگ، سفت و بدون خونریزی است. لثه وظایف مهمی دارد، از جمله محافظت از دندان‌ها در برابر باکتری‌ها و عوامل بیرونی، نگهداری دندان‌ها در جای خود به همراه استخوان فک و الیاف پیرادندانی (پریودنتال)، و تغذیه دندان‌ها و استخوان فک از طریق عروق خونی.
شایع‌ترین بیماری لثه، التهاب لثه است که در اثر تجمع پلاک (پژک) باکتریایی ایجاد می‌شود و علائمی مانند قرمزی، تورم و خونریزی لثه دارد. اگر التهاب لثه درمان نشود، به بیماری پیوره (پیرادندان‌آماس) تبدیل می‌شود که می‌تواند باعث تخریب استخوان فک و از دست دادن دندان‌ها شود. تغییر حالت لثه به شکل غیرطبیعی می‌تواند نشانه بیماری دیگری باشد مثلاً اسفنجی شدن لثه نشانه اسکوربوت است.
برای مراقبت از لثه‌ها، مسواک زدن حداقل دو بار در روز با مسواک نرم و خمیر دندان حاوی فلوراید را توصیه می‌کنند. همچنین استفاده روزانه از نخ دندان و مراجعه حداقل سالی دو بار برای معاینه و جرم‌گیری به دندانپزشک توصیه می‌شود؛ به‌ویژه در صورت مشاهده هرگونه تغییر در رنگ، شکل یا بافت لثه، یا خونریزی لثه هنگام مسواک زدن یا نخ دندان کشیدن.

## ساختار و رنگ
لثه‌ها بافتی نرم هستند که دندان‌ها را دربر گرفته و از آن‌ها محافظت می‌کنند. برخلاف بافت نرم لب‌ها و گونه‌ها، بیشتر لثه‌ها به استخوان زیرین محکم چسبیده‌اند تا در برابر سایش ناشی از غذا مقاومت کنند. لثه سالم، سدی در برابر باکتری‌ها و عوامل بیماری‌زا ایجاد می‌کند. رنگ لثه سالم در افراد با پوست روشن، صورتی مرجانی است و در افراد تیره‌پوست ممکن است تیره‌تر باشد.
لثه از نظر کالبدشناختی به سه بخش تقسیم می‌شود: لثه حاشیه‌ای، لثه متصل و لثه بین دندانی. لثه حاشیه‌ای، لبه لثه است که دور دندان‌ها را می‌پوشاند و در برخی افراد با یک شیار کم‌عمق از لثه متصل جدا می‌شود. این بخش از لثه ظاهری شفاف‌تر دارد و فاقد برجستگی‌های سطحی است. لثه متصل، در ادامه لثه حاشیه‌ای قرار دارد و محکم به استخوان زیرین متصل است. این بخش از لثه معمولاً دارای برجستگی‌های سطحی است و عرض آن در نواحی مختلف دهان متفاوت است. لثه بین دندانی، بین دندان‌ها قرار دارد و فضای بین آن‌ها را پر می‌کند. این بخش از لثه بسته به فاصله بین دندان‌ها، عمق و عرض متفاوتی دارد.
لثه متصل در برابر فشارهای ناشی از جویدن مقاوم است و سطح آن با کراتین پوشیده شده است. بخش col که در لثه بین دندانی قرار دارد، می‌تواند در ایجاد بیماری‌های لثه نقش داشته باشد، اما تنها پس از کشیدن دندان‌ها قابل مشاهده است.

## رنگ
لثه در حالت طبیعی و سالم باید صورتی رنگ باشد و در صورتی که هریک از رنگ‌های قرمز، آبی یا سفید را داشت نشانه دهندهٔ بیماری در این عضو است. البته رنگ‌دانه‌هایی که در ریشهٔ دندان است باعث تیره‌تر شدن لثه‌ها می‌شود در نتیجه رنگ‌ها لثه‌ها در همه یکسان نیست و می‌تواند تیره‌تر یا روشن‌تر باشد ولی چیزی که مهم است یکنواختی رنگ آن‌ها در هر فرد است.
تغییر رنگ لثه، به‌ویژه قرمزی و تورم همراه با خونریزی، می‌تواند نشانه التهاب ناشی از تجمع پلاک باکتریایی باشد. ظاهر لثه‌ها، نشان‌دهنده سلامت یا بیماری بافت زیرین آن‌هاست. لثه ناسالم می‌تواند راه را برای پیشرفت بیماری‌های لثه به بافت‌های عمیق‌تر باز کند و در نهایت منجر به از دست دادن دندان‌ها شود. تشخیص و درمان بیماری‌های لثه بر اساس وضعیت بالینی این بافت انجام می‌شود.

## اهمیت بالینی
محیط دهان و لثه‌ها، به دلیل وجود باقی‌مانده‌های غذا و بزاق، محل مناسبی برای رشد میکروارگانیسم‌های مختلف است. برخی از این میکروارگانیسم‌ها می‌توانند به سلامت دهان و دندان آسیب برسانند. اگر بهداشت دهان و دندان به درستی رعایت نشود، می‌تواند باعث بیماری‌های لثه مثل التهاب لثه یا پیوره شود که از دلایل اصلی از دست رفتن دندان‌ها هستند. همچنین، مطالعات نشان داده‌اند که مصرف استروئیدهای آنابولیک می‌تواند باعث بزرگ شدن لثه‌ها شود و در برخی موارد نیاز به جراحی لثه داشته باشد.
تحلیل لثه به معنی دور شدن لثه از دندان است که می‌تواند نشانه‌ای از التهاب، بیماری‌های لثه، خشکی دهان یا آسیب‌های مکانیکی، شیمیایی یا جراحی باشد. تحلیل لثه می‌تواند باعث حساس شدن ریشه دندان شود و آن را در برابر عوامل خارجی آسیب‌پذیر کند.

## نگارخانه

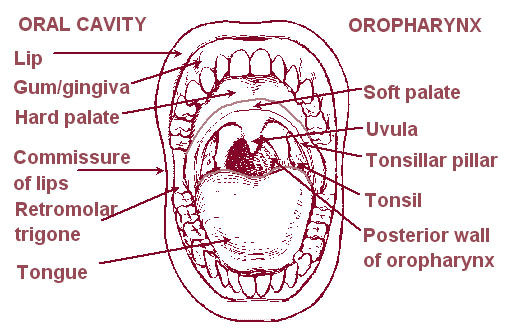